# Aguilar del Alfambra
Pour les articles homonymes, voir Aguilar.
Aguilar del Alfambra est une commune d’Espagne, dans la province de Teruel, communauté autonome d'Aragon comarque de Teruel